# ستيفان دي فري
ستيفان دي فري (بالهولندية: Stefan de Vrij)‏ (مواليد 5 فبراير 1992) هو لاعب كرة قدم هولندي، ولد في أودينكيرك ان دين يچسيل ب‍هولندا، و‌يلعب حاليًا لفريق انتر ميلان الإيطالي ومنتخب هولندا لكرة القدم في مركز الدفاع.

## الإنجازات
لاتسيو
- كأس السوبر الإيطالي: 2017

 إنتر ميلان
- الدوري الإيطالي : 2021[7]

## روابط خارجية
- ستيفان دي فري على موقع الاتحاد الدولي (مؤرشف)  (الإنجليزية)
- ستيفان دي فري على موقع الاتحاد الأوربي (الإنجليزية)
- ستيفان دي فري على موقع قاعدة بيانات كرة القدم.إي يو (الإنجليزية)
- ستيفان دي فري على موقع ليكيب (الفرنسية)
- ستيفان دي فري على موقع ناشيونال فوتبول تيمز (الإنجليزية)
- ستيفان دي فري على موقع Soccerbase.com (لاعب) (الإنجليزية)
- ستيفان دي فري على موقع Soccerway.com (الإنجليزية)
- ستيفان دي فري على موقع عالم كرة القدم.نت (الإنجليزية)
- ستيفان دي فري على موقع AS.com (الإسبانية)